# Bouna (departement)
Bouna är ett departement i Elfenbenskusten. Det ligger i regionen Bounkani, i den nordöstra delen av landet, 300 km nordost om huvudstaden Yamoussoukro.